# Mario Šoštarič
Mario Šoštarič (født 25. november 1992 i Slovenj Gradec, Slovenien) er en slovensk-kroatisk håndboldspiller som spiller for SC Pick Szeged og Kroatiens håndboldlandshold. Han har tidligere også spillet for Sloveniens herrehåndboldlandshold.
Han deltog under EM i håndbold 2020 i Sverige/Østrig/Norge for Slovenien, men valgte at repræsentere Kroatien ved EM i håndbold 2024 i Tyskland.